# Dolmen d'Arreganyats
El dolmen d'Arreganyats o de la Llosa és un monument megalític (un dolmen) datat vers el 3450 aC, situat al terme municipal d'Espolla, (Alt Empordà), inclòs a l'Inventari del Patrimoni Arqueològic i Paleontològic de Catalunya.
Forma part dels dòlmens d'Espolla. Està situat a uns 3,5 km del centre urbà, en un bosc d'alzines sureres conegut com el paratge de la Verna i és fàcilment identificable des de lluny.
Es tracta d'un sepulcre de corredor de cambra trapezoïdal curta, feta de lloses de granit i passadís estret fet de murs de paret seca amb dues lloses també de granit. És un sepulcre megalític d'inhumació i, en el seu interior, s'hi han trobat restes de ceràmica i una punta de sageta de sílex. Hi ha diverses excavacions arqueològiques i s'ha restaurat.

## Localització
Des d'Espolla, cal prendre un camí fins al veïnat dels Vilars, on arribarem després de 2 km en direcció nord.
Des del veïnat, cal enfilar-se per la pista que voreja el puig Castellar pel costat oriental. Passats 1,5 km, s'arriba a la font de la Verna. Des d'aquí, cal agafar una pista de vinyes que s'enfila fins al puig que és al nord-est de la font i del puig Castellar Petit, fins que al cap de 15 minuts, s'arriba al replà del dolmen, erigit en un terreny que presenta una suau pendent.
El terreny geològic es caracteritza per les seves roques granítiques, amb vegetació escassa, a base d'arbustos.
El megàlit es troba a una cota d'uns 350 metres d'altitud. Coordenades UTM: X: 499270.00 Y: 4697252.00.

## Cronologia
La forma de la cambra i el seu corredor curt, el situen a la fase més antiga del megàlits de la zona. Amb això, i per una mostra de carbons datats per C-14, es pot situar cronològicament a la primera fase dels sepulcres corredor de l'Alt Empordà i Rosselló, és a dir, de la primera meitat del IV mil·lenni aC.
De totes maneres, es proposa que el moment de construcció d'aquest dolmen estigui entre el 3500 i el 2500 aC (Neolític mitjà - Final).

## Història
És citat per primer cop el 1881 per Salvador Sanpere i Miquel. El 1912, Manuel Cazurro i Ruiz en publica la planta i una descripció amb fotografia.

### Intervencions arqueològiques[2]
- Tenim les primeres intervencions arqueològiques fetes entre el 1915 i el 1920 per Pere Bosch i Gimpera i Lluís Pericot i Garcia, on van trobar només fragments de ceràmica tosca i van refer la planta i una secció frontal (agafa una forma poligonal, amb un inici de corredor) i el classifiquen com un sepulcre de corredor.
- L'any 1970, Joan Ruiz i Solanes hi treballa en una primera restauració on s'aixeca una llosa que estava caiguda fins a la seva posició actual.
- El 1979, comencen la seva excavació Josep Tarrús i Galter, Júlia Chinchilla i Sánchez, Josep Castells i Camp, i Rosó Vilardell i Pascual, i en publiquen els resultats el 1982 i 1983.[5]
- El 1986 es farà una restauració del monument duta a terme pel GESEART.
- El 1988 hi ha una altra intervenció, a càrrec de Sara Aliaga, Oriol Mercadal i Josep Anton Molina.
- El 1989 n'hi ha una altra, aquest cop dirigida per Josep Tarrús i Júlia Chinchilla amb l'objectiu d'excavar el túmul, extreure mostres i redibuixar el dolmen afegint-hi el corredor.
- Per acabar, el 1995 es fa una intervenció d'urgència i de restauració dirigida de nou per Josep Tarrús.

Va figurar en el cinquè cartell de la sèrie L'Empordà a cop d'ull amb llegenda del GESEART i dibuix de Ricard Anson i Garriga.

## Estructura
Es tracta d'un sepulcre de corredor amb una cambra trapezoïdal, amb nou suports, una coberta i un passadís fet amb parets de pedra seca. Totes les seves lloses són de granit.
El túmul és circular, format amb un reompliment de pedregar i terra.
L'entrada està orientada al sud-est i presenta una suau pendent de nord-oest a sud-est. La capçalera és una sola llosa, interna pels dos costats, ben implantada i una mica inclinada endavant. La coberta, actualment ressituada al seu lloc original, és trapezoïdal, amb secció rectangular i presenta senyals de desbastament a la cara interna i els caires repicats.
L'accés a la cambra és un corredor fet amb murs de pedra seca de pissarra i granit que fa una longitud total de 2,55 metres per una amplada d'uns 80 o 90 centímetres i una alçada màxima conservada de 70 centímetres (es creu que originalment l'alçada màxima seria d'1 metre). Les dimensions internes de la cambra són de 2,55 metres de longitud, 1,6 d'amplada i 1,5 d'alçada.
El dolmen presenta un bon estat de conservació.

## Troballes
Els materials arqueològics que s'hi han trobat són: fragments de ceràmica i de coure o bronze i una punta de sageta de sílex lanceolada de color marró.
Es troben dipositats al Museu Arqueològic de Barcelona, al Museu Arqueològic de Girona i en una col·lecció privada de Figueres.
Els seus materials arqueològics no ens diuen gaire sobre els seus possibles constructors, però hi ha indicis d'enterraments del Neolític Final, i de diverses reutilitzacions durant el període del Bronze antic.